# Paithan
Paithan es una ciudad y  municipio situada en el distrito de Aurangabad en el estado de Maharashtra (India). Su población es de 41536 habitantes (2011). Se encuentra a 56 km de Aurangabad.

## Demografía
Según el censo de 2011 la población de Paithan era de 41536 habitantes, de los cuales 21269 eran hombres y 20267 eran mujeres. Paithan tiene una tasa media de alfabetización del 81,59%, inferior a la media estatal del 82,34%: la alfabetización masculina es del 88,81%, y la alfabetización femenina del 74,06%.